# Tyche emarginata
Tyche emarginata är en kräftdjursart som beskrevs av White 1847. Tyche emarginata ingår i släktet Tyche och familjen Tychidae. Inga underarter finns listade i Catalogue of Life.